# Alpenålebæger
Alpenålebæger (Thesium alpinum) er en plante i Sandeltræ-familien.
| Botanik | Spire Denne botanikartikel er en spire som bør udbygges. Du er velkommen til at hjælpe Wikipedia ved at udvide den. |